# Wasilij Bołdyriew

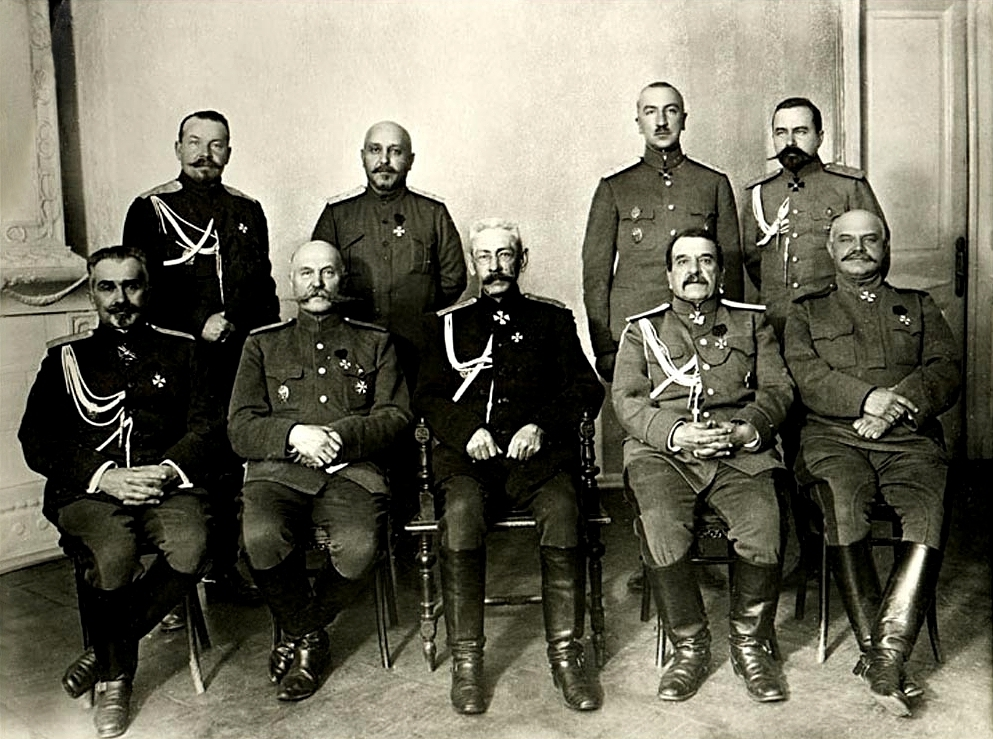
Dowództwo Frontu Północnego (1917). Bołdyriew stoi pierwszy z lewej

Wasilij Gieorgijewicz Bołdyriew ros. Василий Георгиевич Болдырев (ur. 5 kwietnia?/17 kwietnia 1875 w Syzraniu, zm. 20 sierpnia 1933 r. w rejonie Nowosybirska) – generał porucznik, profesor, rosyjski wojskowy, dowódca wojsk białych na Syberii podczas wojny domowej w Rosji.

## Życiorys
Ukończył średnią szkołę geodezyjną w Penzie, zaś w 1895 r. Oficerską Szkołę Topograficzną w Sankt Petersburgu. Oficer od 1895. Służył w stopniu podporucznika w wojskowym korpusie topografów. W 1903 r. ukończył Nikołajewską Akademię Sztabu Generalnego.
Dowódca kompanii, oficer do zadań specjalnych w 4 Korpusie Armijnym (KA). Uczestniczył w wojnie rosyjsko-japońskiej w latach 1904–1905 jako oficer w sztabie 22 Dywizji Piechoty; 3-krotnie był ranny. Od 28 października 1906 r. był adiutantem w sztabie 18 Korpusu Armijnego, zaś od 8 września 1907 r. – XX Korpusu Armijnego. W 1908 r. awansował do stopnia podpułkownika. 29 marca 1909 r. został oficerem do zadań specjalnych w sztabie 20 Korpusu Armijnego. Od 1911 r. wykładał taktykę wojsk technicznych w Nikołajewskiej Akademii Sztabu Generalnego. Pułkownik z 1911. W 1914 został profesorem nadzwyczajnym.
Brał udział w I wojnie światowej. Początkowo pełnił funkcję szefa sztabu 2 Dywizji Piechoty Gwardii. Został wyróżniony Bronią Złotą i odznaczony Orderem Świętego Jerzego IV klasy za waleczność w walkach pod Twierdzą Iwangorodzką (Dęblińską) i pod Jedwabnem. Od 8 marca 1915 dowodził 30 Połtawskim pułkiem piechoty. 26 czerwca tego roku został awansowany do stopnia generała majora. 29 lutego 1916 r. objął funkcję generała do specjalnych poruczeń przy dowódcy 4 Armii. 8 września tego roku objął funkcję generał-kwatermistrza Frontu Północnego. 19 kwietnia 1917 r. został w stopniu generała porucznika dowódcą 43 Korpusu Armijnego. Na jego Korpus wojska niemieckie naniosły główne uderzenie w czasie operacji ryskiej.
Po rewolucji lutowej 1917 dowódca 43 Korpusu Armijnego. Od 9 września do 11 listopada 1917 roku dowodził 5 Armią. Po rewolucji bolszewickiej i wyznaczeniu na Najwyższego Naczelnego Dowódcę chorążego Nikołaja Krylenki odmówił podporządkowania i 13 listopada 1917 został aresztowany. Uwolniono go w marcu 1918 w wyniku ogłoszenia amnestii.
W marcu 1918 r. współtworzył Związek Odrodzenia Rosji, z ramienia którego miał kierować walką z bolszewikami. Był też członkiem Centrum Narodowego. Na pocz. sierpnia 1918 r. przybył do Samary, a następnie do Ufy, gdzie we wrześniu tego roku wszedł w skład tzw. Dyrektoriatu Ufijskiego. Został mianowany głównodowodzącym jego sił zbrojnych. Był zwolennikiem podporządkowania politycznego władzy Komucza. Po listopadowym przewrocie wojskowym adm. Aleksandra Kołczaka nie poparł jego władzy i odmówił przyjęcia stanowiska w nowym rządzie syberyjskim. Wyjechał 18 listopada do Japonii, gdzie aktywnie popierał działania interwencyjne w Rosji. W styczniu 1920 r., po upadku rządów Kołczaka, powrócił do Władywostoku wraz z japońskimi wojskami interwencyjnymi, gdzie był jednym z organizatorów Stowarzyszenia Słowiańskiego oraz członkiem Rządu Syberyjskiego. Następnie został komendantem Twierdzy Władywostockiej, a potem komendantem garnizonu Władywostoku. Przez pewien czas był członkiem Primorskiej Okręgowej Uprawy Ziemskiej, stojąc na czele sił morskich. 29 kwietnia 1920 r. podpisał z Japończykami umowę o utworzeniu strefy neutralnej. W okresie kwiecień – grudzień 1920 r. objął naczelne dowództwo sił zbrojnych władz Primorskiej Okręgowej Uprawy Ziemskiej. Po ustanowieniu dyktatury przez Spiridiona Mierkułowa 17 czerwca 1921 r., został członkiem prezydium i jednocześnie zastępcą Ludowego Zebrania. Stanął też na czele rosyjsko-japońskiej komisji sojuszniczej.
Kiedy Władywostok został zdobyty przez Armię Czerwoną w październiku 1922 r., został w mieście, po czym 5 listopada tego roku został aresztowany i uwięziony. W 1923 r. wystąpił o darowanie win i wyraził chęć pracy dla władzy sowieckiej. Po wyjściu na wolność latem 1923 r., pracował jako konsultant w syberyjskiej komisji planistycznej w Nowosybirsku, a następnie w stowarzyszeniu naukowym Syberii. W 1926 objęła go amnestia. Wchodził w skład redakcji „Syberyjskiej Encyklopedii Sowieckiej”. W latach 1926–1927 był świadkiem na procesie atamana Borysa Annienkowa i jego zastępcy gen. Denisowa. Od 1927 r. pracował w Nowosybirsku w Syberyjskiej Komisji Planowania, przewodniczący sekcji „Głębiny Ziemi”, stowarzyszenia badającego Syberię.
29 grudnia 1932 (lub 23 lutego 1933) aresztowany przez OGPU. Rozstrzelany 20 sierpnia 1933. Zrehabilitowany pośmiertnie w 1958.

## Twórczość
- „Бой на р. Шахэ” (1905)
- „Осада и взятие Риги русскими войсками в 1709–1710 гг.” (1910)
- „Автомобиль и его тактическое применение. Лекции, читанные в Академии Генерального штаба” (1912)
- „Атака укрепленной позиции. Действия артиллерии (1912)
- „Атака укрепленных позиций. Тактическое исследование на почве исторических примеров (1914)
- „Переворот братьев Меркуловых (1925)
- „Директория. Колчак. Интервенты: Воспоминания” (1925)
- „Япония и Советский Дальний Восток (1925)
- „Сибирский край в цифрах” (1925)
- „Районированная Сибирь. Краткий культурно-экономический очерк округов” (1926)
- „Энергетические ресурсы Ойротии” (1932)